# Halfdan Cleve

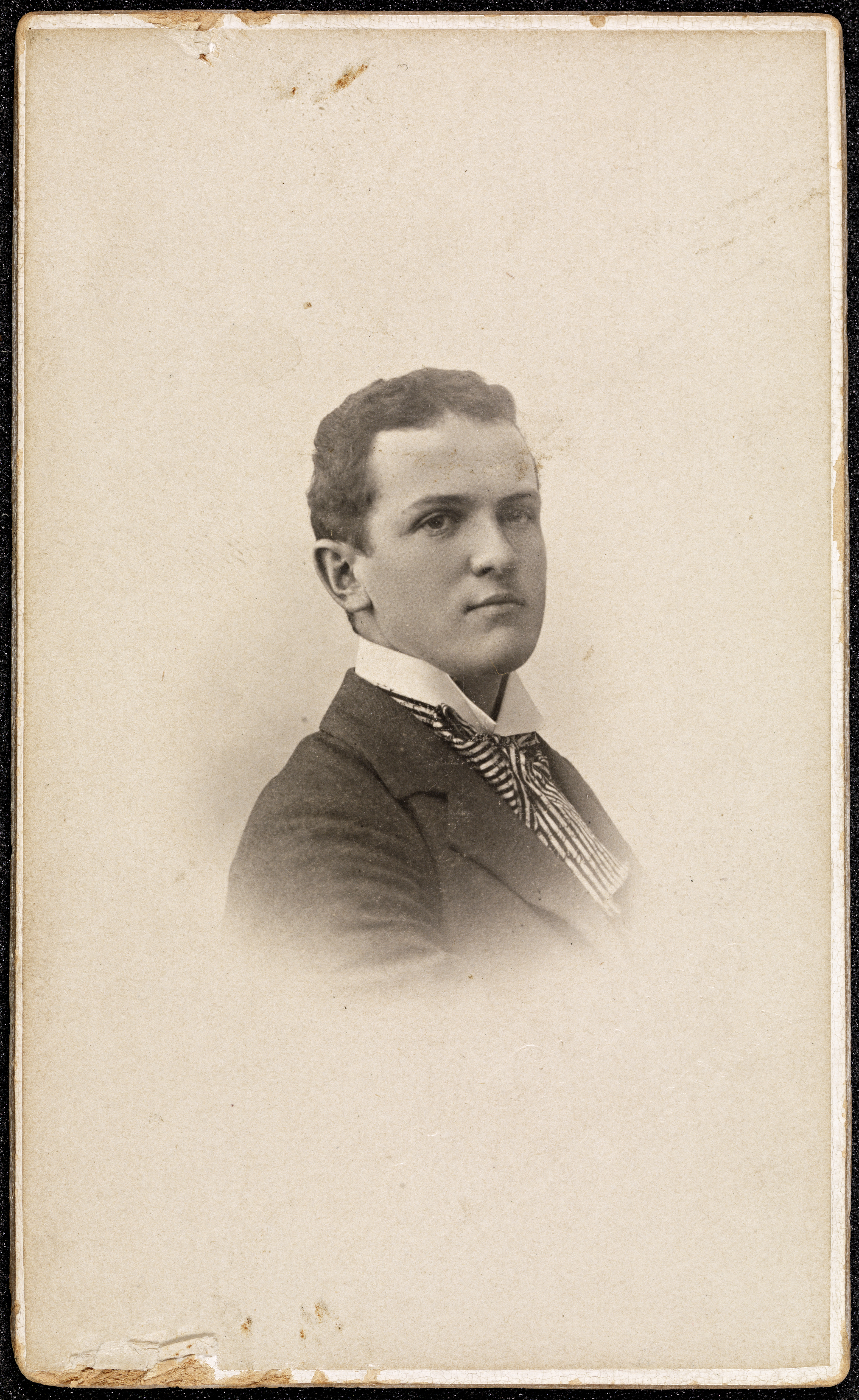
Porträt von Halfdan Cleve (um 1898)

Halfdan Cleve (* 5. Oktober 1879 in Kongsberg; † 6. April 1951 in Oslo) war ein norwegischer Komponist.
Er studierte seit 1895 in Kristiania bei Otto Winter-Hjelm und seit 1898 in Berlin bei Philipp und Xaver Scharwenka und lebte ab 1909 als Pianist und Musiklehrer in Oslo.
Er komponierte fünf Klavierkonzerte, eine Violinsonate, Werke für Chor und Orchester und zahlreiche Klavierstücke.

## Dokumente
Briefe von Halfdan Cleve befinden sich im Bestand des Leipziger Musikverlages C. F. Peters im Staatsarchiv Leipzig.